# Dominic Andres
Dominic Andres, född den 6 oktober 1972 i Bern, Schweiz, är en schweizisk curlingspelare.
Han tog OS-guld i herrarnas curlingturnering i samband med de olympiska curlingtävlingarna 1998 i Nagano.